# Компримаріо
Комприма́ріо (від лат. cum — «з» та італ. primario — «головний») — оперний співак або оперна співачка, що виконує другорядні ролі.
До ролей другого плану відносять як маленькі ролі, в яких артист виходить на сцену заради кількох фраз (Різничий у «Тосці», Флора в «Травіаті»), так і яскраві партії (Арлекін у «Паяцах», Князь Гремін у «Євгенії Онєгіні»). Виконавці вважають ролі компримаріо складними, оскільки навіть у маленької ролі за Станіславським «має бути біографія», висловити характер персонажа актор повинен за відведений йому короткий час і при цьому у нього немає можливості виправити ситуацію, якщо при виконанні ролі буде допущена помилка. Враження від виконання артистами ролей компримаріо поширюється на загальне враження від усієї опери. Існує думка, що компримаріо — це окрема професія.
Артист, який виконує ролі другого плану, виходить на сцену майже кожен день у різних партіях. Його вокальні можливості мають бути досить широкими, а техніка — універсальною, щоби гідно виконувати різнопланову музику. Компримаріо, як підтримуючий актор, має бути дуже артистичним і бути готовим допомогти провідному виконавцю та «врятувати» сцену у разі непорозумінь.
Деякі оперні співаки та співачки виконують виключно партії другого плану та входять з ними в історію, як П'єро де Пальма. Партії для таких співочих голосів як контральт та бас-буффо переважно є ролями компримаріо (Ульрика в опері «Бал-маскарад», Ваня в опері «Життя за царя», Дон Бартоло у «Севільському цирульнику»). Багато виконавців провідних ролей розпочинали свою кар'єру з партій компримаріо. Багато партій другого плану поряд із головними партіями виконують провідні, всесвітньо відомі оперні співаки, наприклад: Дмитро Хворостовський — Жорж Жермон («Травіата»), Іван Козловський — Юродивий («Борис Годунов»), Йонас Кауфман — Італійський співак («Кавалер троянди»).

## Джерело
- Юцевич Ю. Є. Музика: словник-довідник. — Видання друге переробл. і доп. — Тернопіль: Навчальна книга — Богдан, 2009. — 359 с. — ISBN 978-966-10-0445-9